# Leucoptera astragali
Leucoptera astragali is een vlinder uit de familie sneeuwmotten (Lyonetiidae). De wetenschappelijke naam is voor het eerst geldig gepubliceerd in 1999 door Mey & Corley.
De soort komt voor in Europa.